# Derrick Pierce
Derrick Pierce (ur. 1 marca 1974 w Springfield) – amerykański aktor grający w filmach pornograficznych, a także dyplomowany trener personalny i instruktor MMA.
Wybrał nazwisko „Pierce” jako pseudonim artystyczny, ponieważ miał wówczas piercing na sutkach i kolczyki. Pierwsze imię „Derrick” zasugerowała jego była dziewczyna. Przed rozpoczęciem kariery zawodowej pracował jako instruktor sztuk walki w południowej Kalifornii.
W 2015 zajął trzecie miejsce w rankingu „7 męskich gwiazd porno, na punkcie których będziesz mieć obsesję”.

## Życiorys

### Wczesne lata
Urodził się w Springfield w Massachusetts w rodzinie pochodzenia francuskiego i włoskiego. Jako dziecko wraz z matką przeniósł się do południowej Kalifornii i dorastał w Los Angeles, w obszarze Sylmar w dolinie San Fernando Valley. Został wychowany przez samotną matkę, którą wywarła niezwykle silny wpływ na jego życie i jego ocenę kobiet. Jego matka była również w świecie rozrywkowym. W 1992 ukończył Grant High School w Van Nuys.
Dwa lata po ukończeniu szkoły średniej, w wieku dziewiętnastu lat, trenował taekwondo i hapkido. Następnie zdobył certyfikat trenera personalnego. Był instruktorem sztuk walki, przygotowywał zawodników MMA do WEC i UFC.

### Kariera
Swoją pierwszą scenę seksu nakręcił z Vanessą Lane w DVSX Gothsend 4 (2005). Związał się z agencją Our Models.
W 2007 zdobył dwie nominacje do nagrody AVN Award w kategoriach: „Najlepszy nowy przybysz” i „Najlepsza scena seksu grupowego” w Corruption (2006) z Kylie Ireland, Sandrą Romain, Lexi Bardot, Annie Cruz, Vixen, Arianą Jollee, Jordan Styles, Tyler Knight, Rickiem Mastersem, Jerrym i Sethem Dickensem.
W 2008 był nominowany do AVN Award w pięciu kategoriach: „Najlepszy aktor – wideo” w Upload (2007), „Najlepsza scena seksu w parze” w Debbie Does Dallas ... Again (2007) ze Stefani Morgan, „Najlepszy aktor drugoplanowy – wideo” w Brianna Love: Her Fine Sexy Self (2007), „Najlepsza scena triolizmu” w Big Bad Blondes (2007) z Sunny Lane i Lacie Heart oraz „Najlepsza scena triolizmu” w Upload (2007) z Kylie Ireland i Delilah Strong.
Został także doceniony jako reżyser; za film Wicked Pictures Tuff Love (2013) zdobył nominację do XBIZ Award, Sex Awards i Nightmoves, a za produkcję Hustler Hard & Fast (2014), który został uhonorowany nagrodą Nightmoves Fan Award i zdobył nominację do nagrody Nightmoves w kategorii „Najlepsza cała realizacja scen seksu”.
W maju 2008 wraz z Kylie Ireland był współgospodarzem w programie Playboy’s Sirius Radio The Friday Night Threeway.
W 2010 został uhonorowany AVN Award w kategorii „Niedoceniony wykonawca roku”. Pojawiał się jako antagonista w komiksowych parodiach porno: Bane w The Dark Knight XXX (2012), Deadpool w Wolverine XXX (2013), Lex Luthor w Batman V Superman (2015) i Supergirl XXX: An Axel Braun Parody (2016) i Justice League XXX (2017).
W 2012 zdobył nominację do AVN Award w kategorii „Najlepsza scena seksu chłopak/dziewczyna” w Pervert (2010) w reżyserii Paula Thomasa z Lily Labeau.
W 2013 był nominowany do AVN Award w dwóch kategoriach: „Najlepsza scena triolizmu (dziewczyna/dziewczyna/chłopak)” w The Dark Knight XXX (2012) z Aiden Ashley i Andy San Dimas oraz „Najlepsza scena seksu grupowego” w Star Wars XXX: A Porn Parody (2012) z Dannym Wylde’em, Gią DiMarco i Rihanną Rimes.
W 2014 otrzymał dwie nominacje do AVN Award w kategoriach: „Najlepszy aktor drugoplanowy” jako Śmierć w Underworld (2013) i „Najlepsza scena triolizmu (dziewczyna/chłopak/chłopak)” w Wolverine XXX: An Axel Braun Parody (2013) z Allie Haze i Xanderem Corvusem, a także dwie nominacje do XBIZ Award w kategoriach: „Wykonawca roku” i „Najlepsza scena” w Underworld (2013) z Jessicą Drake. Wystąpił też w Cowboys & Engines (2014) jako Żelazny Mike i Bad Girls Behind Bars (2016) jako Sarducci.
W 2015 był nominowany do AVN Award w dwóch kategoriach: „Najlepsza scena triolizmu (dziewczyna/dziewczyna/chłopak)” z Mischą Brooks i Lolą Foxxw oraz „Najlepszy aktor drugoplanowy” w Apocalypse X (2014).
W 2016 zdobył trzy nominacje do AVN Award w kategoriach:  „Najlepszy aktor” w Magic Mike XXXL: A Hardcore Parody (2015), „Najlepsza scena seksu chłopak/dziewczyna” w Batman v Superman XXX: An Axel Braun Parody (2015) z Carter Cruise i „Najlepsza scena seksu grupowego” w produkcji Flesh (2015) z Evą Lovią, Maddy O’Reilly i Keiranem Lee.
Zagrał postać Brandona w dramacie fantastycznonaukowym Diminuendo (2017) u boku Richarda Hatcha, Waltera Koeniga, Jamesa Deena i Any Foxxx.
W 2017 został nominowany do AVN Award w trzech kategoriach: „Wykonawca roku”, „Najlepsza scena seksu oralnego” z Riley Steele i „Najlepszy aktor drugoplanowy” w Supergirl XXX: An Axel Braun Parody (2016), a także do XBiz Award w pięciu kategoriach: „Najlepszy aktor” i „Najlepsza scena seksu” z Jessicą Drake w Casual Encounters (2016), „Najlepsza scena seksu” z Kendrą Lust i Veronicą Rodriguez w Kendra Lust Fucks Couples (2016) oraz „Najlepsza scena seksu” z Leą Lexis w Red Light (2016).
W 2018 był nominowany do AVN Award w dwóch kategoriach: „Najbardziej skandaliczna scena seksu” z Kristen Scott, Michaelem Vegasem i Niną North oraz „Najlepszy aktor” w Indirect Relations (2017), a także dwie nominacje do XBiz Award w kategoriach: „Wykonawca roku” i „Najlepszy aktor drugoplanowy” jako Alex Hendrix w Takers (2017). W filmie Anne: A Taboo Parody (2018) wystąpił jako Anthony „Tata” Westfield Warbucks.
21 września 2019 w teatrze im. Ricarda Montalbána w Hollywood miała miejsce premiera dramatu sensacyjnego Bree Mills Perspektywa (Perspective, 2019), gdzie zagrał podwójną rolę Aarona i Doormana. Na premierze pojawili się m.in.: Michael Vegas, Steve Holmes, Wolf Hudson i Mark Davis.
Trafił do „złotej dziesiątki” listy AEBN „gwiazdorów porno lata 2020” obok takich wykonawców jak Jason Luv, Jax Slayher, Ramón Nomar, Mick Blue, Joss Lescaf, Rob Piper, Markus Tynai, Isiah Maxwell i James Deen. Znalazł się wśród pięciu najlepszych wykonawców Adult Time 2020 w Montrealu.
W kwietniu 2021 jego wypowiedź ukazała się na łamach magazynu „Men’s Health”.

## Życie prywatne
Spotykał się z Giną Lynn (2006). Osiedlił się w mieście Tarzana w Kalifornii.

## Nagrody
| Rok  | Nagroda          | Kategoria                                        | Film                                          | Inni wykonawcy |
| ---- | ---------------- | ------------------------------------------------ | --------------------------------------------- | --- |
| 2007 | XRCO Award       | Nowy ogier                                       | –                                             | – |
| 2009 | NightMoves Award | Najlepszy wykonawca według fanów                 | –                                             | – |
| 2010 | AVN Award        | Niedoceniony szermierz                           | –                                             | – |
| 2014 | XBIZ Award       | Najlepszy aktor w parze                          | Tuff Love (2013)                              | – |
| 2016 | XRCO Award       | Najlepszy aktor                                  | Magic Mike XXXL: A Hardcore Parody (2015)     | – |
| 2019 | XBIZ Award       | Najlepsza scena seksu                            | After Dark (2018)                             | Tori Black i Adriana Chechik |
| 2020 | AltPorn Award    | Ulubiony film pełnometrażowy fanów AltPorn Video | Future Darkly: The Complete 2nd Season (2020) | Cherie DeVille, Alina Lopez, Nina Hartley, Whitney Wright, Tyler Nixon, Jaye Summers, Lucas Frost, Maya Kendrick, Aria Lee, Michael Vegas, Tommy Pistol, Justin Hunt i Nathan Bronson |
| 2022 | AVN Award        | Najlepszy występ poza sceną seksu                | Casey: A True Story (2021)                    | – |
| 2022 | AVN Award        | Sala sławy Hall of Fame AVN                      | –                                             | – |
| 2023 | XRCO Award       | Najlepsza realizacja                             | Going Up (2022)                               | – |